# De pop in de schoorsteen
De pop in de schoorsteen is een detective- en misdaadverhaal geschreven door Agatha Christie. Het werk verscheen initieel in 1968 onder de titel By the Pricking of My Thumbs en werd uitgegeven door de Britse Collins Crime Club. In de Verenigde Staten werd het werk een jaar later uitgegeven door Dodd, Mead and Company. Een Nederlandstalige versie wordt uitgegeven door Luitingh-Sijthoff.

## Verhaal
Tommy en Tuppence brengen bezoek aan zijn tante Ada in het rusthuis "Sunny Ridge". Daar heeft Tuppence een gesprek met mevrouw Lancaster die vraagt:" Was het uw kind daar achter de haard?"  Een paar weken later sterft Ada aan een natuurlijke dood. Mevrouw Lancaster woont er niet meer en werd opgehaald door mevrouw Johnson. In de erfenis zit een schilderij met een huis aan een rivier dat Ada ooit kreeg van mevrouw Lancaster.
Tuppence gaat op zoek naar het huis op het schilderij en vindt het in het stadje Sutton Chancellor. De achterkant van het huis is verhuurd aan de familie Perry. De voorkant staat al lange tijd te huur. In het stadje ontmoet ze een pastoor, mevrouw Copleigh en mevrouw Bligh. Tuppence doet zich voor alsof ze een woonplaats zoekt om te huren. Volgens Copleigh werd er in de voorkant ooit een kind vermoord. Door een klap op het hoofd heeft Tuppence een hersenschudding en is ze genoodzaakt in het stadje te blijven.
Ondertussen heeft Tommy ontdekt dat het doek geschilderd werd door Boscowan, een schilder die enkele jaren geleden stierf. Mevrouw Boscowan herkent het schilderij, maar er is een boot bijgevoegd. Een detective meent dat het huis werd gebruikt door een dievenbende als schuilplaats. Volgens de dokter van "Sunny Ridge" gebeuren er opmerkelijk veel overlijdens in het rusthuis. Tommy vindt een brief van Ada waarin ze schrijft dat er iets niet pluis is in het rusthuis.
Nadat Tuppence hersteld is, vindt ze in het huis een pop met ruwe diamanten. Er wordt een dorpsfeest gehouden waarop ook Philip Starke en mevrouw Boscawan zijn. Tuppence is van mening dat Philip meer weet en mevrouw Bligh haar neersloeg.
Tuppence vindt in het huis mevrouw Lancaster. Ze was een jonge danseres die zwanger werd, maar omwille van haar beroep pleegde ze abortus. Ze werd lid van een bende die de buit in het huis verstopte. Ze trouwde, maar toen bleek dat ze geen kinderen meer kon krijgen. Ze had spijt van de abortus; dat leidde tot een waanzin en ze begon kinderen te vermoorden.
Een nieuwe bewoonster in het rusthuis had haar herkend, dus ze werd vermoord. Miss Bligh haalde daarna mevrouw Lancaster op om haar onderdak te geven in een ander rusthuis. Nu Tuppence dit alles weet, tracht mevrouw Lancaster haar te vermoorden, maar Tommy is juist op tijd om dat te verhinderen.

## Adaptaties
- De Franse regisseur Pascal Thomas verfilmde het boek in 2005 onder de titel Mon petit doigt m'a dit....[3]
- ITV verfilmde het boek voor een aflevering van Agatha Christie's Marple. Daardoor werden de rollen van Tommy en Tuppence herschreven.[4]